# Philodromus pericu
Philodromus pericu este o specie de păianjeni din genul Philodromus, familia Philodromidae, descrisă de Jiménez, 1989. Conform Catalogue of Life specia Philodromus pericu nu are subspecii cunoscute.